# Хаджи бейлик
Хаджи бейлик (на гръцки: Βυρώνεια, Вирония, до 1927 Χατζή-Μπεϊλίκ, Хадзи Бейлик) е село в Егейска Македония, в Гърция, дем Синтика на област Централна Македония, с население 574 жители (2021).

## География
Селото е разположено северозападно от град Сяр (Серес) и западно от Валовища (Сидирокастро) в красива местност в южното подножие на Беласица (Белес или Керкини). Югозападно от него е разположено Бутковското езеро (Керкини). Селото първоначално е в полите на Беласица, но по-късно се измества на юг към железопътната линия. Старата Горна махала се води отделно селище Ано Вирония (Άνω Βυρώνεια) и в 2001 година има 75 жители.

## История

### В Османската империя
През XIX век и началото на XX век, Хаджи бейлик е чисто българско село, числящо се към Демирхисарска кааза. То е чифлик на Акил бей от град Сяр. Александър Синве („Les Grecs de l’Empire Ottoman. Etude Statistique et Ethnographique“), който се основава на гръцки данни, в 1878 година пише, че в Хаджи Бейли (Hadji-Beyli), Мелнишка епархия, живеят 150 гърци. В „Етнография на вилаетите Адрианопол, Монастир и Салоника“, издадена в Константинопол в 1878 година и отразяваща статистиката на населението от 1873, Хаджи бейлик (Hadji-beylik) е посочено като село с 80 домакинства, като жителите му са 270 българи.
През 1891 година Георги Стрезов пише:
| „ | Хаджи бейлик, чифлик на един серски бей, на СЗ от Демир Хисар 7 часа, при полите на Беласица. Повечето са дърводелци и овчаре, за които има пространна гора и всякакви дървета. Църква, в която четат смесено; българско училище с 15 ученика. 60 къщи българе. | “ |

Според статистиката на Васил Кънчов („Македония. Етнография и статистика“) от 1900 година селото брои 650 жители, всички българи християни.
След Илинденското въстание в 1904 година цялото село минава под върховенството на Българската екзархия. По данни на секретаря на екзархията Димитър Мишев („La Macédoine et sa Population Chrétienne“) през 1905 година в селото има 800 българи екзархисти. Там функционира българско начално училище с един учител и 25 ученици.
В 1904/1905 година в българското училище в селото преподава Вельо Димитров.
При избухването на Балканската война в 1912 година 18 души от Хаджи бейлик са доброволци в Македоно-одринското опълчение. След войната почти цялото население на селото се изселва в България. Наследници на бежанци от Хаджи бейлик днес живеят в град Петрич и региона.

### В Гърция
След Междусъюзническата война в 1913 година селото попада в Гърция. На мястото на изселилите се българи са заселени гърци бежанци от Турция. Според преброяването от 1928 година селото е смесено българо-бежанско със 185 бежански семейства с 656 души.
| Име                | Име          | Ново име      | Ново име      | Описание                                              |
| ------------------ | ------------ | ------------- | ------------- | ----------------------------------------------------- |
| Топ чинар          | Τοπτσινάρ    | Стронгилопиги | Στρογγυλοπηγή |                                                       |
| Рамна              | Ράμνα        | Омалос        | Όμαλός        | село и връх в Беласица (539 m) на ЗСЗ от Хаджи бейлик |
| Хаджи Аврам        | Χατζαβράμ    | Строфес       | Στροφές       |                                                       |
| Кална скала        | Κάλνα Σκάλα  | Скала         | Σκάλα         | местност в Беласица на ССЗ от Хаджи бейлик            |
| Султаница          | Σουλτανίτσα  | Султана       | Σουλτάνα      | река и склон СИ от Дервент, по ЛИ Султана, от султан  |
| Рамна              | Ράμνα        | Омалорема     | Όμαλόρεμα     | река на ЗСЗ от Хаджи бейлик                           |
| Арнаути или Арничи | Άρναούτη     | Арнаути Рема  | Άρναούτη Ρέμα | река СИ от Хаджи бейлик, друго име на Султаница       |
| Попотливица        | Ποποτλίβιτσα | Пападолупа    | Παπαδοπούλα   | гранична местност в Беласица С от Хаджи бейлик        |

## Личности
Родени в Хаджи бейлик
- Ангел Стоянов (1868 – ?), македоно-одрински опълченец, четата на Панайот Карамфилович, 14 воденска дружина, Сборна партизанска рота на МОО[16]
- Андон Димов (1877 – ?), македоно-одрински опълченец, четата на Ичко Димитров, 2 рота на 13 кукушка дружина[17]
- Атанас Томов (1880 – ?), македоно-одрински опълченец, 1 отделна партизанскарота, Сярска чета, 2 рота на 13 кукушка дружина[18]
- Вангел Стоев (Стойков, 1879 – ?), македоно-одрински опълченец, четата на Крум Пчелински, 1 рота на 13 кукушка дружина[19]
- Васил Георгиев (1876 – ?), македоно-одрински опълченец, Сярска чета[20]
- Георги Узунов (Дядо Петър, 1852 – 1932), български революционер, деец на ВМОРО и ВМОК
- Димитър Илиев (1878 – 1957), български общественик, революционер и деец на ВМОРО,[21] народен представител от БЗНС
- Димитър Стоянов (1879 – ?), македоно-одрински опълченец, Сярска чета[22]
- Дино Георгиев (Георгев, 1891 – ?), македоно-одрински опълченец, Нестроева рота на 10 прилепска дружина[23]
- Иван Андонов, македоно-одрински опълченец, 25-годишен, Сярска чета, 3 рота на 13 кукушка дружина, загинал на 2 юли 1913 година при Царево село[24]
- Иван Атанасов Чорбаджиев (? – 1912), деец на ВМОРО, македоно-одрински опълченец, четата на Панайот Карамфилович, загинал на 21 ноември 1912 година[21][25]
- Иван Митев (1879 – ?), македоно-одрински опълченец, Сярска чета[26]
- Илия Иванов (1891 – ?), македоно-одрински опълченец, 3 рота на 11 сярска дружина[27]
- Илия Лазаров, македоно-одрински опълченец, 4 рота на 15 щипска дружина, 4 рота на 11 сярска дружина[28]
- Киро Вълчев, македоно-одрински опълченец, Нестроева рота на 10 прилепска дружина[29]
- Костас Йосифидис (р. 1952), гръцки футболист
- Петър Лазаров (1888 – ?), македоно-одрински опълченец, четата на Крум Пчелински[30]
- Стойко (Стоян) Андонов, македоно-одрински опълченец, земеделец, ІІІ отделение, 29-годишен, Сярска чета, 2 рота на 13 кукушка дружина[31]
- Стоян Иванов (1889 – ?), македоно-одрински опълченец, четата на Дончо Златков[32]
- Тане Стойков (1876 – ?), македоно-одрински опълченец, Сярска чета, 2 рота на 13 кукушка дружина[33]
- Христо Георгиев (1876 – ?), македоно-одрински опълченец, четата на Панайот Карамфилович, 1 рота на 13 кукушка дружина[34]
- Христо Попандреев (1869 – ?), войвода на ВМОК